# آلخاندرو د لا سوتا
 آلخاندرو د لا سوتا (انگلیسی: Alejandro de la Sota؛ ۲۰ اکتبر ۱۹۱۳ – ۱۴ فوریه ۱۹۹۶) یک معمار اهل اسپانیا بود.